# Kate Leigh
Kathleen Mary Josephine Leigh, née Beahan le 10 mars 1881 à Dubbo, en Nouvelle-Galles du Sud, et morte le 4 février 1964 (aussi connue sous les noms de Kathleen Barry et Kathleen Ryan ) est une criminelle australienne (en). Elle est connue en tant que tenancière, trafiquante illégale d'alcool et de cocaïne, et pour avoir dirigé des syndicats de paris et de jeux d'argent depuis son domicile de Surry Hills, à Sydney, en Australie, au cours de la première moitié du XXe siècle. Leigh, connue sous le nom de « Reine de Surry Hills », est propriétaire de  magasins sly-grog (en) et receleuse (en) de biens volés.
Elle est une figure de proue des guerres gangs de rasoirs (en) de Sydney. Elle est connue pour sa querelle continue avec Tilly Devine, une tenancière basée à Woolloomooloo, ainsi que pour ses actes de générosité envers les chômeurs pendant une période répressive et son patriotisme en temps de guerre.

## Biographie
Leigh est née le 10 mars 1881 à Dubbo, en Nouvelle-Galles du Sud. Elle est la huitième enfant de parents catholiques romains, Charlotte (née Smith) e son Timothy Beahan, bottier . Son enfance et son adolescence sont marquées par la négligence, un séjour dans un foyer pour filles à l'âge de 12 ans, et une grossesse hors mariage. Sa fille Eileen May Beahan est née en 1900.

## Mariages

### James Leigh
Leigh épouse James Ernest (Jack) Lee (ou Leigh) (1882–1959) le 2 mai 1902. Lee est né à Tumut d'un père chinois et d'une mère australienne, et est devenu un criminel et bookmaker illégal. Ils se séparent en 1905 lorsque Lee est emprisonné pour agression et vol. À l'issue de son procès, Kate Leigh est reconnue coupable de parjure et de complicité d'agression, après avoir été accusée d'avoir menti sous serment pour protéger son mari. Sa condamnation est touefois annulée en appel. Le mariage est rompu peu après le procès, mais ils ne divorcent qu'en 1921. Kate anglicise son nom de famille en partie asiatique de Lee à Leigh, et elle est principalement connue sous ce nom pour le reste de sa vie. Sa fille Eileen utilise le nom « Leigh » jusqu'à son mariage en 1920

### Édouard Barry
Kate Leigh se marie une seconde fois le 26 septembre 1922 avec un musicien originaire d'Australie occidentale, Edward Joseph « Teddy » Barry (1892-1948), un trafiquant d'alcool et un criminel. Le mariage ne duré que quelques années, après quoi elle  reprend son ancien nom de famille, « Leigh ». Teddy meurt dans la maison de Kate au 2 Lansdowne Street, à Surry Hills, le 26 juin 1948, et est enterré au cimetière de Botany (en) trois jours plus tard.

### Walter Tomlinson
À la fin des années 1920, Kate vit avec Walter « Wally » Tomlinson (ou Thomlinson) (vers 1899–1968), qu'elle emploie comme garde du corps. Il est accusé en 1916, à l'âge de 16 ans, de tir avec intention de meurtre et a la réputation d'être un criminel coriace à la fin des années 1920. Cette relation, qui figure dans un drame télévisé australien sur le rôle de Leigh dans les guerres des gangs de rasoirs, prend fin avec le départ de Tomlinson, et Leigh a une relation de 1932 à 1949 avec son partenaire commercial, Henry « Jack » Baker (1897-1965).

## Carrière

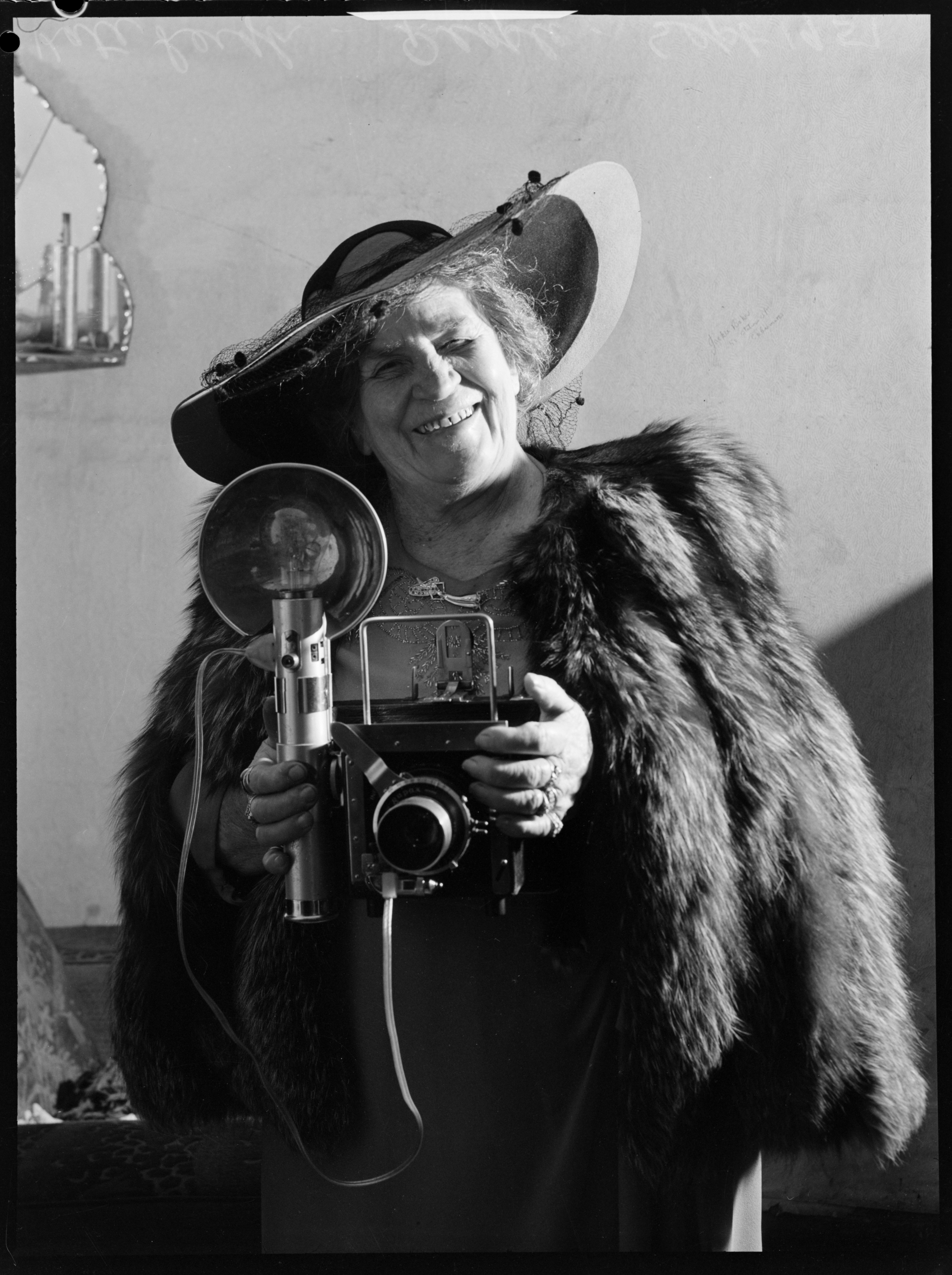
Kate Leigh, figure de la pègre de Sydney, tenant un appareil photo Graphlex, en 1951.

Leigh vit de diverses sources de revenus en tant que commerçante de sly-grog, trafiquante de drogue et  tenancière. Elle devient une figure majeure de la pègre de la Nouvelle-Galles du Sud (NSW) et est surnommée la « Reine des Enfers ». De 1919 à 1955, la principale entreprise de Leigh est le commerce très rentable de sly-grog, qui suit la loi du Parlement de l'État de Nouvelle-Galles du Sud sur fermeture à six heures (en) des établissements de débits de boissons (régie par la loi sur les boissons alcoolisées de 1916 et la loi sur les licences d'alcool de 1927 ). À son apogée, Leigh dirige au moins vingt places de vente clandestines. Bien qu'elle ait fait fortune grâce à la vente illégale d'alcool, Leigh n'a jamais bu (ni fumé).
Leigh exploite l'adoption de la loi de 1927 portant modification de la loi sur les drogues dangereuses en Nouvelle-Galles du Sud en fournissant des réseaux criminels illicites lucratifs de distribution de cocaïne. Leigh s'approvisionne  en cocaïne auprès d'un réseau corrompu de marins, médecins, dentistes et chimistes, et amasse une richesse colossale grâce à ce commerce illicite. Ces activités, la défense de ces territoires commerciaux et les querelles continues avec les chefs rivaux du crime organisé en Nouvelle-Galles du Sud ont conduit Leigh à devenir une figure importante des guerres brutales des gangs de Sydney dans les années 1920 et 1930.
Kate Leigh dirige ses entreprises illégales depuis sa maison de Surry Hills. Elle exige des prix exorbitants pour toute une gamme de services et produits illicites :  prostitution, jeux d'argent, paris illégaux, débits de boissons après les heures de fermeture légales et  cocaïne à partir du milieu des années 1920. Elle réussit à obtenir  la loyauté d'un réseau d'hommes criminels. Elle devient aussi experte du tir au fusil pour assurer parfois elle-même leur défense. Des gangs rivaux parviennent à limiter ses profits en surveillant ses point de vente de cocaïne, souvent tenus par des prostituées, leur tranchant la gorge avec des rasoirs.

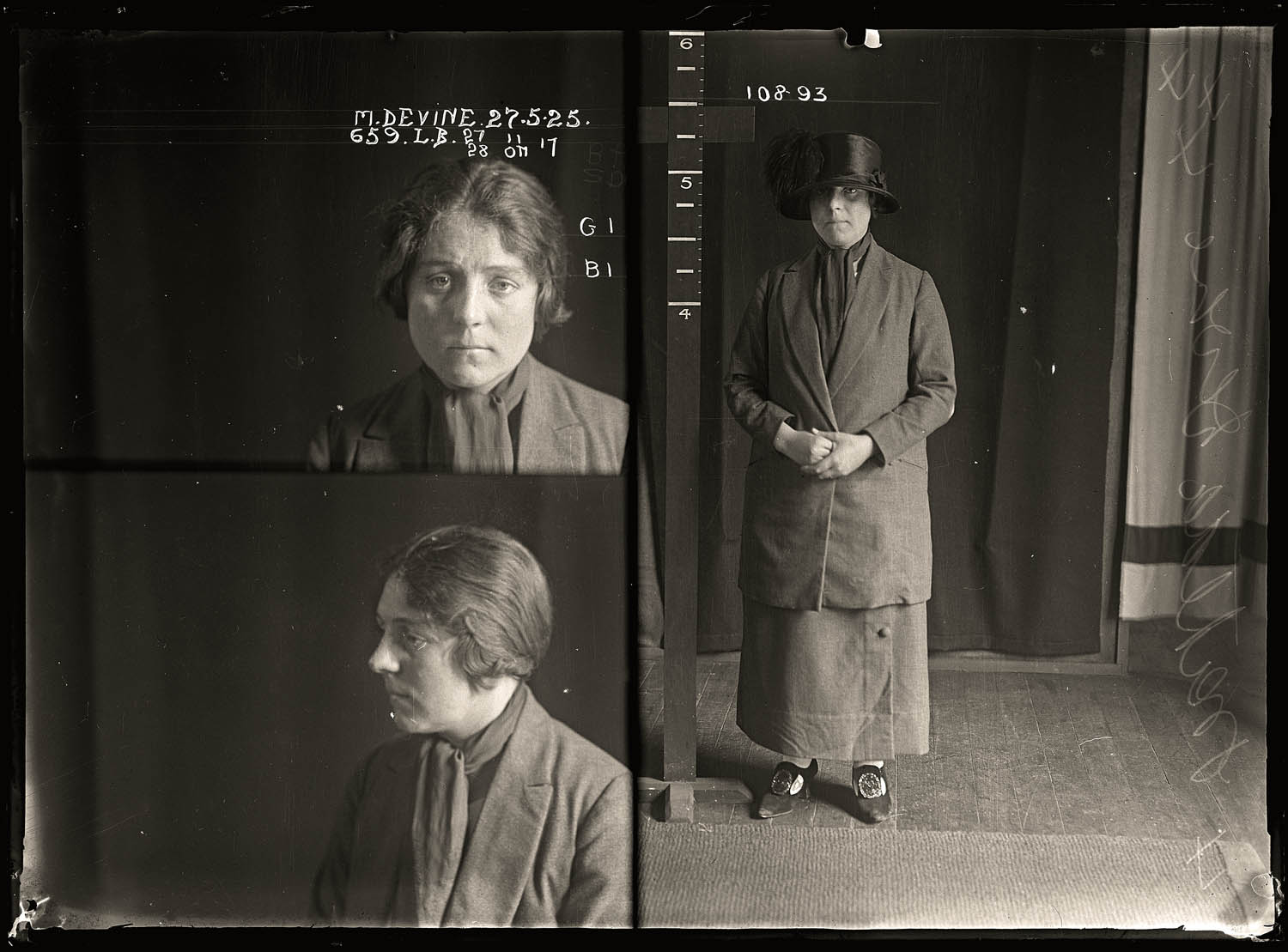
Tilly Devine, la rivale de Kate Leigh en 1925.

Leigh est également engagée dans une querelle violente avec sa rivale Tilly Devine, une tenancière de Sydney basée à Woolloomooloo. Les deux femmes se battent à de nombreuses reprises et leurs gangs respectifs mènent des batailles rangées sur Eaton Avenue et Kellet Street, à King's Cross, en mai et août 1929. En 1936, le nouveau commissaire de police de Sydney, MacKay, les somme toutes deux de réduire la violence, sous peine de lourdes peines de prison. La police de la Nouvelle-Galles du Sud  surveille de près les navires entrants pour les fournisseurs de cocaïne d'outre-mer en 1938-1939, mais ce sont les restrictions de transit naval associées à la Seconde Guerre mondiale qui conduisent surtout à des interruptions dévastatrices de l'approvisionnement en cocaïne pour Leigh.
Leigh commet elle-même des actes de violence, bien qu'elle ne soit jamais reconnue coupable de tels délits. Le 27 mars 1930, elle abat John William « Snowy » Prendergast lorsqu'il fait irruption avec sa bande dans sa maison au 104 Riley Street, à East Sydney. Elle n'est pas étée inculpée pour ce meurtre, ni pour avoir tiré sur Joseph McNamara  à proximité de Liverpool St, Darlinghurst, le 9 décembre 1931.
Leigh est emprisonné pour des accusations de trafic de drogue. En juillet 1930, la maison de Leigh au 104 Riley Street est perquisitionnée par une brigade anti-drogue de Nouvelle-Galles du Sud, notamment la policière de Sydney Lillian Armfield (en) Leigh est trouvée en possession de cocaïne et est condamnée à 12 mois de prison,.
Grâce à ses prétendues relations personnelles dans l'administration, elle continue ses activités tout au long des années 1930 et 1940, malgré de fréquentes descentes de police et une multitude de condamnations mineures. Elle est inculpée à 107 reprises et envoyée en prison à 13 reprises. Elle comparai dans les tribunaux avec des vêtements extravagants et des diamants, sa richesse devient légendaire. À son apogée, Kate Leigh possède et exploite plus de trente hôtels qui sont des points de vente de Sly Grog différents à différents endroits du centre de Sydney, qui généraient des milliers de livres de bénéfices par an.
Elle vit dans une maison mitoyenne au 2 Lansdowne Street, à Surry Hills, de 1933 jusqu'à la démolition en 1950. Cette maison est également utilisée par Leigh comme principal point de vente de sly-grog et est connue à Sydney sous le nom de Lansdowne Hotel, à ne pas confondre avec le « Lansdowne Hotel » légal de City Road, Broadway, Sydney (en). Son compagnon et garde du corps de l'époque, Henry George « Jack » Baker, est abattu à l'extérieur de cette maison par John 'Chow' Hayes (en) le 19 février 1938,. La maison est perquisitionnée par la police secrète le 4 mars 1938 entraînant la confiscation de 48 bouteilles et 4 fûts de bière. Trois mois plus tard, un témoin de la police au tribunal des licences de Sydney déclare que les locaux du 2 Lansdowne Street, à Surry Hills, sont « un magasin de slydog notoire – le pire de Sydney » Kate Leigh est condamnée à 6 mois de prison le 7 septembre 1942 pour avoir vendu de l'alcool sans permis au 13 Pearl Street et au 2 Lansdowne Street, à Surry Hills.

## Faillite et déclin
Leigh est l'une des femmes les plus riches de Sydney dans les années 1930 et 1940, mais le bureau des impôts (en) la déclare en faillite en 1954 pour impôt sur le revenu impayé et amendes remontant à 1942. L'état des affaires de Leigh est présenté lors d'une audience du tribunal des faillites de Sydney le 30 septembre 1954 comme composé d' « un actif de 1 960 £ composé de meubles et de trois propriétés dans la rue Devonshire ».
Son passif s'élevait à 7 130 £. En 1955, le gouvernement de la Nouvelle-Galles du Sud a modifié la loi pour permettre aux hôtels légaux de servir de l'alcool jusqu'à 10 heure, une loi qui a pratiquement tué le commerce du sly-grog de Sydney et a mis en faillite des fournisseurs tels que Leigh,.
Au moment de sa mort, à l'âge de 82 ans, Kate Leigh vit dans la pauvreté dans une petite chambre au-dessus d'un de ses anciens hôtels illégaux au 212 Devonshire Street, à Surry Hills, et dépend financièrement de son neveu, William John Beahan qui dirige une entreprise dans la boutique située au rez-de-chaussée des locaux. Elle réside au 212 Devonshire Street, à Surry Hills, de 1951 jusqu'à sa mort en 1964.
Sa maison de Surry Hills à Sydney est vendue 1,7 million de dollars en 2015.

## Décès
Elle a un grave accident vasculaire cérébral le 31 janvier 1964 à sa résidence du 212 Devonshire Street et est transportée d'urgence à l'hôpital. Elle meurt le 4 février 1964 à l'hôpital St Vincent (en) de Darlinghurst et ses funérailles ont eu lieu le 7 février 1964 à l'église catholique St Peter de Devonshire Street, à Surry Hills, en présence de plus de 700 personnes en deuil,. Elle est enterrée au cimetière Botany, maintenant connu sous le nom de Eastern Suburbs Memorial Park (en) dans la section catholique romaine 29K, tombe 896 sous le nom de Kathleen Ryan. Sa fille Eileen May Ranson (née Beahan, 1900–1987) lui survit. La presse se souvient de Leigh autant pour son patriotisme pendant la Seconde Guerre mondiale et pour ses actes de charité en faveur des chômeurs dans les temps difficiles que pour ses antécédents criminels.

## Culture populaire

### Séries télévisées
La rivalité entre Kate Leigh et Tilly Devine a fait l'objet d'un drame télévisé de 13 épisodes sur le réseau australien Nine Network, intitulé Underbelly: Razor (en). Leigh est interprété par Danielle Cormack, et Tilly Devine est jouée par Chelsie Preston Crayford (en), la série elle-même étant basée sur un livre écrit par Larry Writer.